# Hästhagens naturreservat
Hästhagen är ett naturreservat i Mariestads kommun i Västergötland.
Reservatet är 30 hektar stort och skyddat sedan 1981. Det är beläget 8 km norr om Mariestad nära Torsöbron vid Vänerns strand.  

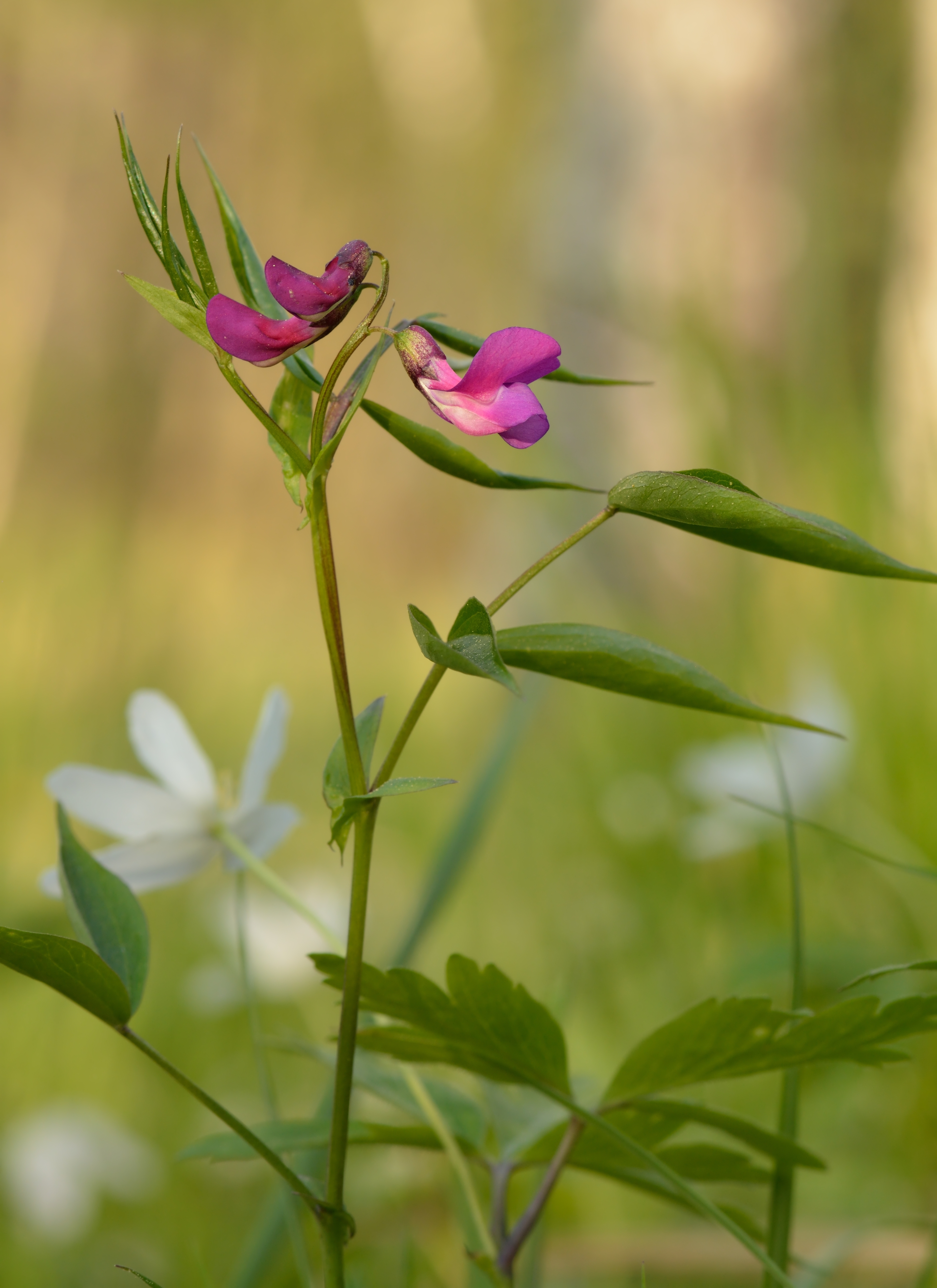
Vårärt

Området består av en moräntäckt sluttning ner mot Vänern genomdragen av en del mindre kala bergspartier. Området består även av delvis igenvuxen hagmark med en bergsrygg centralt. Lövträd är vanliga. Den norra delen av området är barrskogsbevuxen och här har även en del bok planterats. Området har tidigare varit ett domänreservat. 
Grönsten i berget medför att floran är ovanligt rik med flera lundväxter som blåsippa, nunneört, tandrot, vårärt och trolldruva. 